# Gallerites keleri
Gallerites keleri är en fjärilsart som beskrevs av Kernbach 1967. Gallerites keleri ingår i släktet Gallerites och familjen mott. Inga underarter finns listade i Catalogue of Life.